# Artemisia demissa
Artemisia demissa là một loài thực vật có hoa trong họ Cúc. Loài này được Krasch. mô tả khoa học đầu tiên.